# Alexei Saltykov
Pour les articles homonymes, voir Saltykov.
Alexei Dmitrievich Saltykov (en français, Soltykoff), né à Saint-Pétersbourg le 1er février 1806, et mort à Paris le 23 mars 1859, est un dessinateur, collectionneur d'art et diplomate russe, auteur de voyages en Perse et en Inde. Il est le petit-fils du prince Nikolaï Saltykov.

## Famille
Le prince Alexis Soltikoff (comme son nom était alors transcrit) est né à Saint-Pétersbourg le 1er février 1806 dans une des meilleures familles de Russie. Il est le fils du prince Dmitri Nikolaevich Saltykov (1767–1826) et de son épouse Anna Nikolaevna Leontieva (1776–1810) ; il avait trois frères plus âgés, les princes Ivan (1797–1832), Petr (vers 1804-1889) et Vladimir (vers 1799-1835), et une grande sœur, la princesse Mariya (1795–1823).
Son père Dmitri avait seulement deux frères, Alexandre (1775–1837) et Sergei (1776–1828). Leur père était le célèbre général Nikolaï Saltykov (1736-1816) et leur mère Natalya Vladimirovna Dolgorukaya (1737–1812).

## Biographie
Après son enfance à Saint-Pétersbourg, Alexis Saltykov s'engagea en 1824 dans la diplomatie, en rentrant au Conseil d'état russe des affaires étrangères à Moscou. À partir de 1829, il occupa des postes diplomatiques, d'abord à Constantinople, puis à Athènes et plus tard à Londres, Florence, Rome et Téhéran. En 1840, il prit sa retraite et s'installa à Paris, où il prépara ses voyages en Inde. Il y fit deux voyages, un en 1841–1843 et un en 1844–46, qui lui valurent le sobriquet d'« Indien » dans l'aristocratie russe et française.
En 1848, il publia à Paris ses Lettres sur l'Inde, une sélection de ses lettres en français accompagnées de ses dessins, qui eut un grand impact en Europe. En 1851, la traduction russe de ce livre captiva le lectorat russe. Les illustrations furent republiées séparément à Londres en 1859 sous le titre Drawings on the Spot (« Dessins sur le vif »).
Il a d'abord été inhumé au cimetière de Montmartre avant que son corps soit transporté à Saint-Pétersbourg en mai 1859,.

### Le collectionneur
Le Chandelier de Gloucester a été acheté par le Victoria and Albert Museum en 1861 lors d'une vente de la collection d'Alexis Soltykov ; le triptyque John Grandisson (en) du British Museum faisait également partie de sa collection.

## Galerie

Illustrations des Lettres sur l'Inde, 1848.
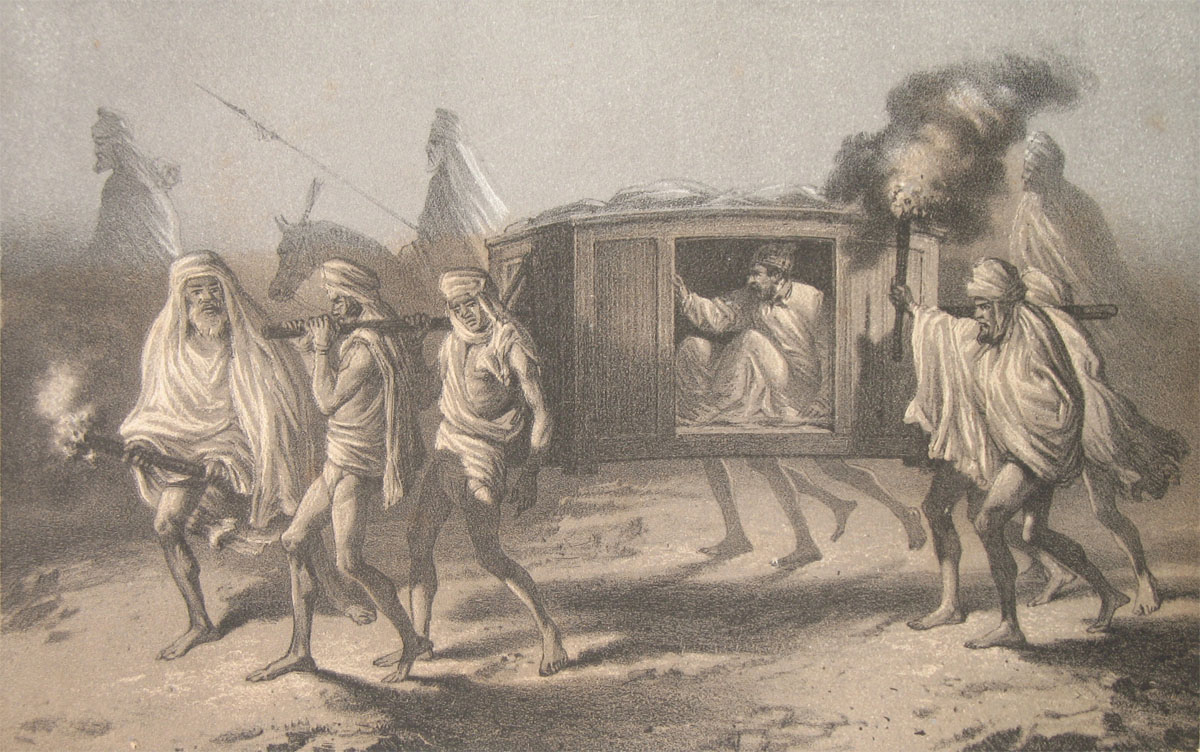
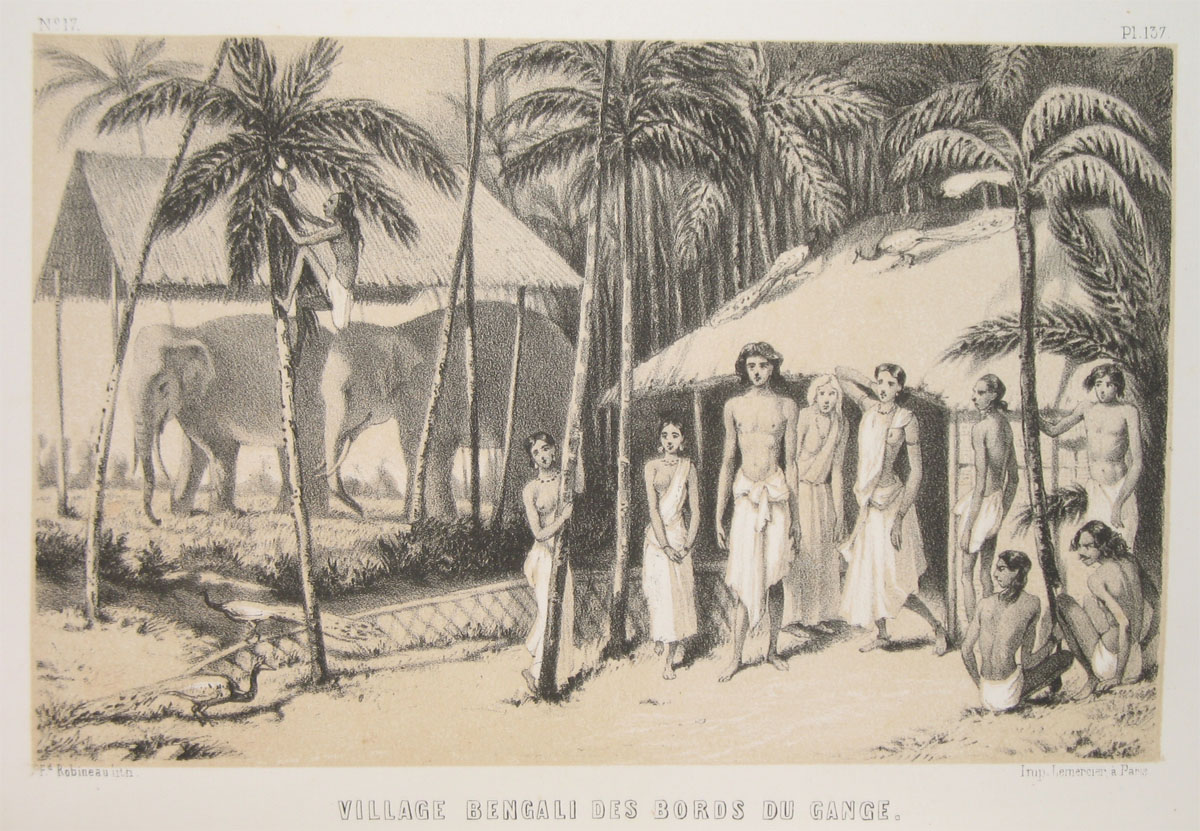
Village bengali des bords du Gange.
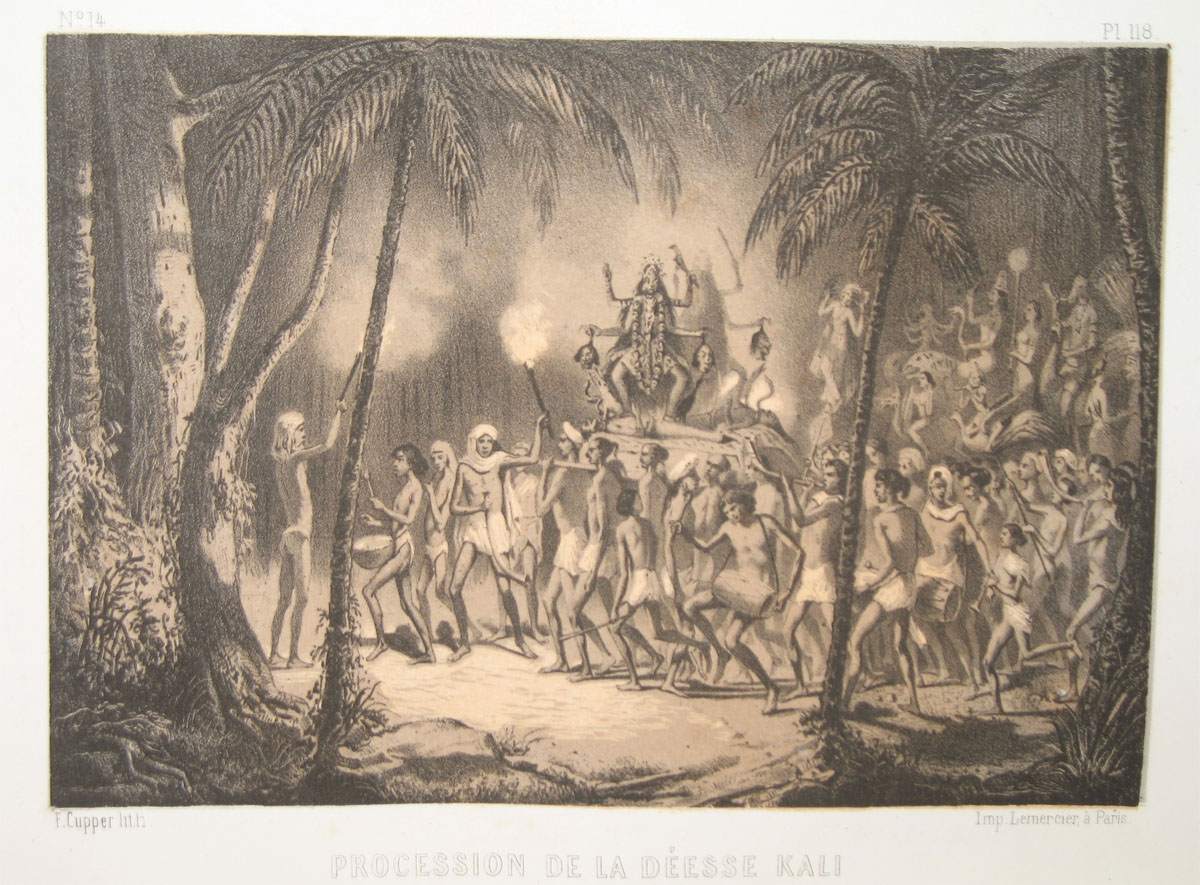
Procession de la déesse Kali.
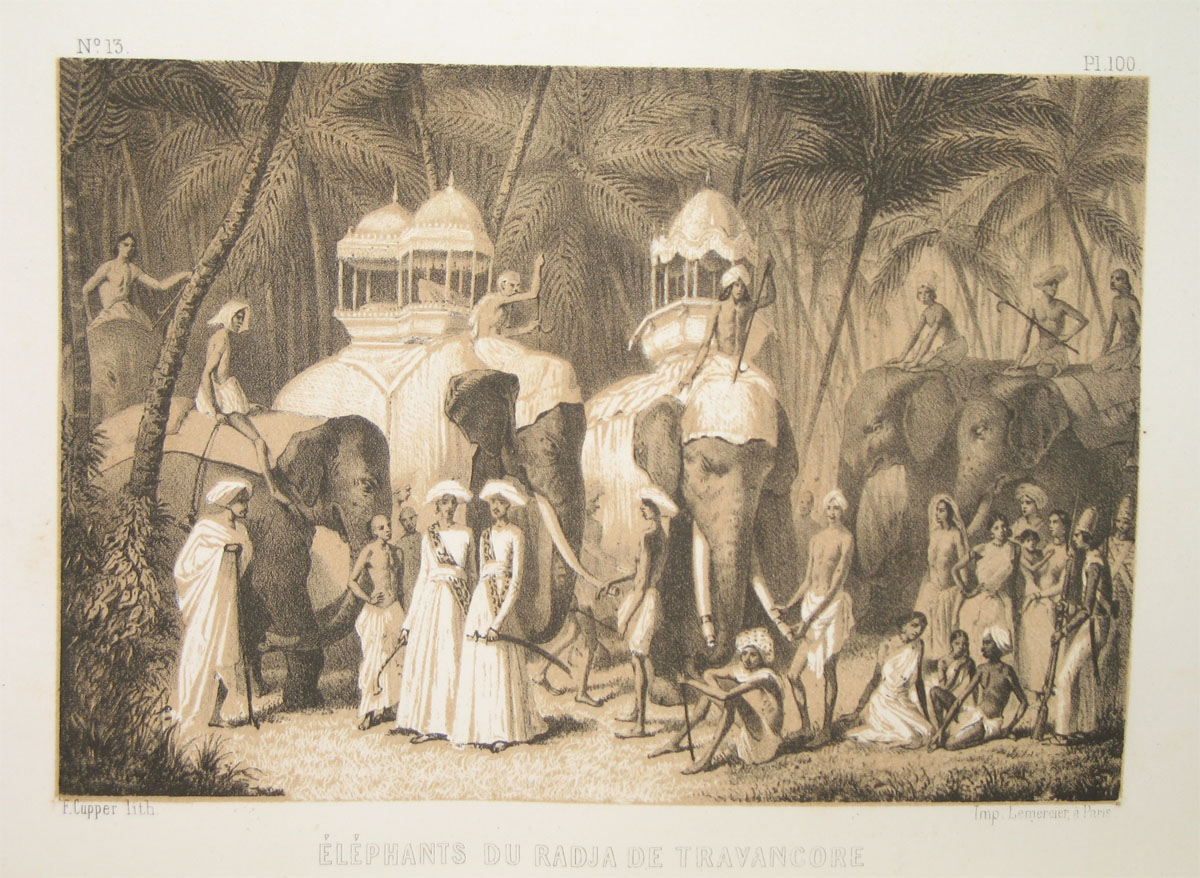
Éléphants du Radja de Travancore.
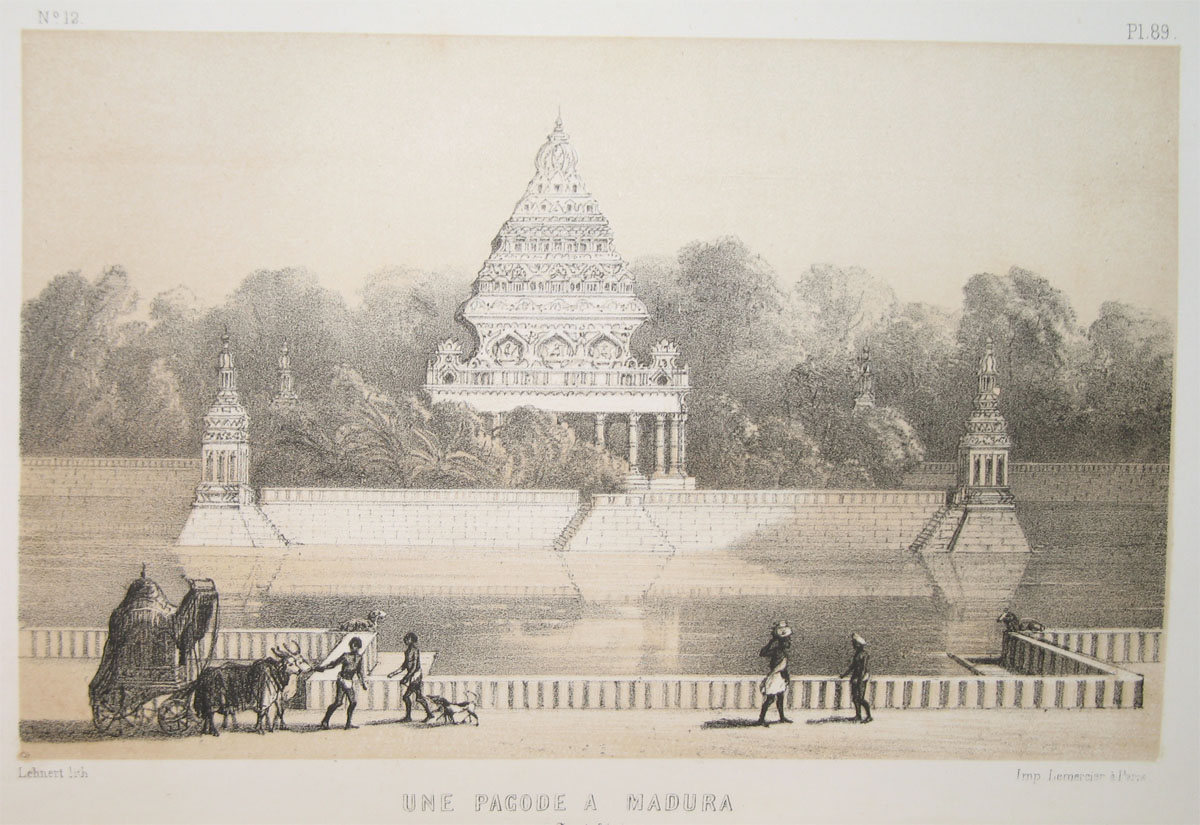
Une pagode à Madura.
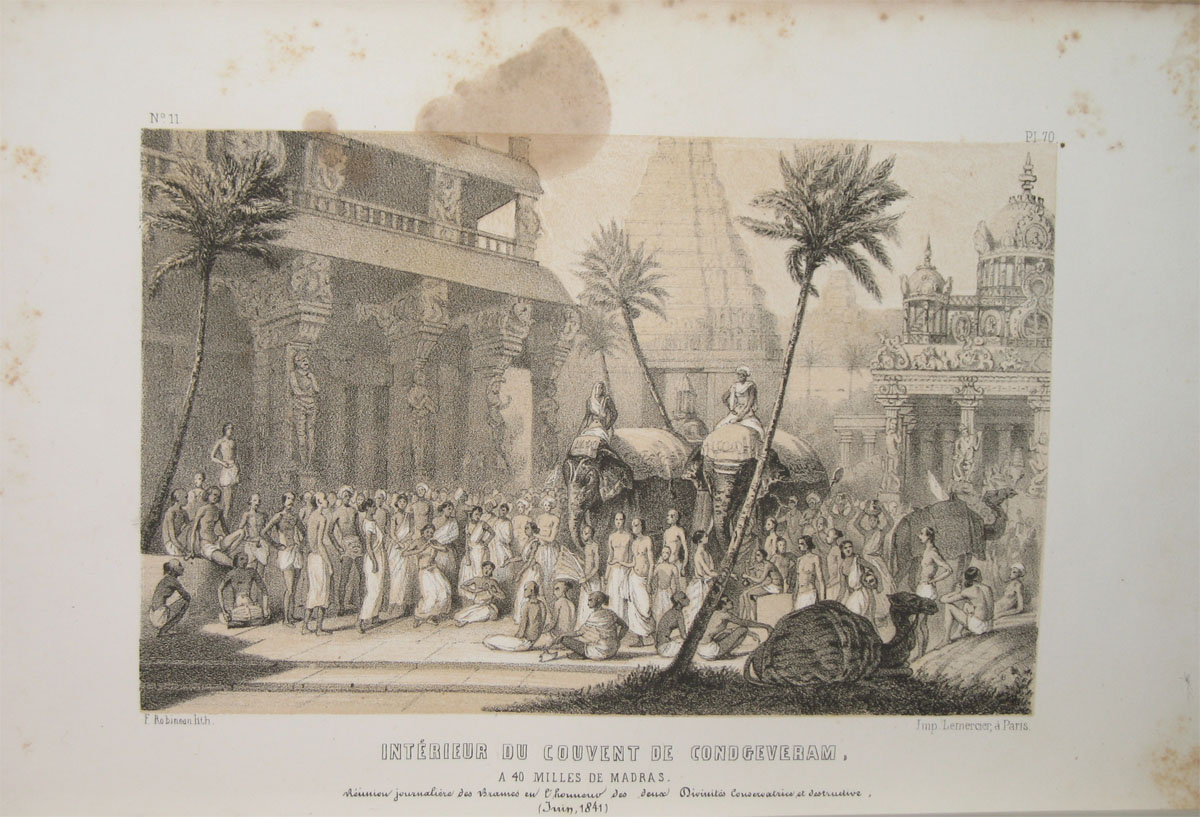
Intérieur du couvent de Condgeveram.
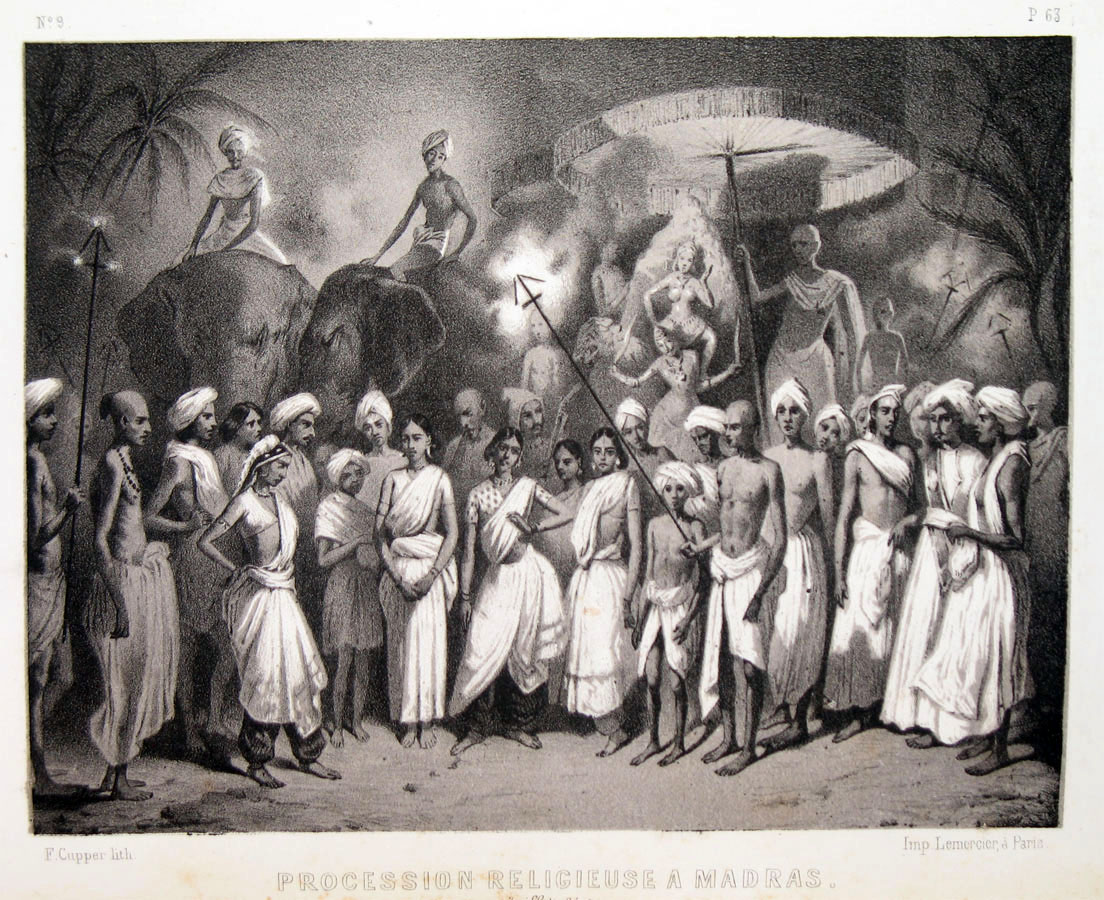
Procession religieuse à Madras.
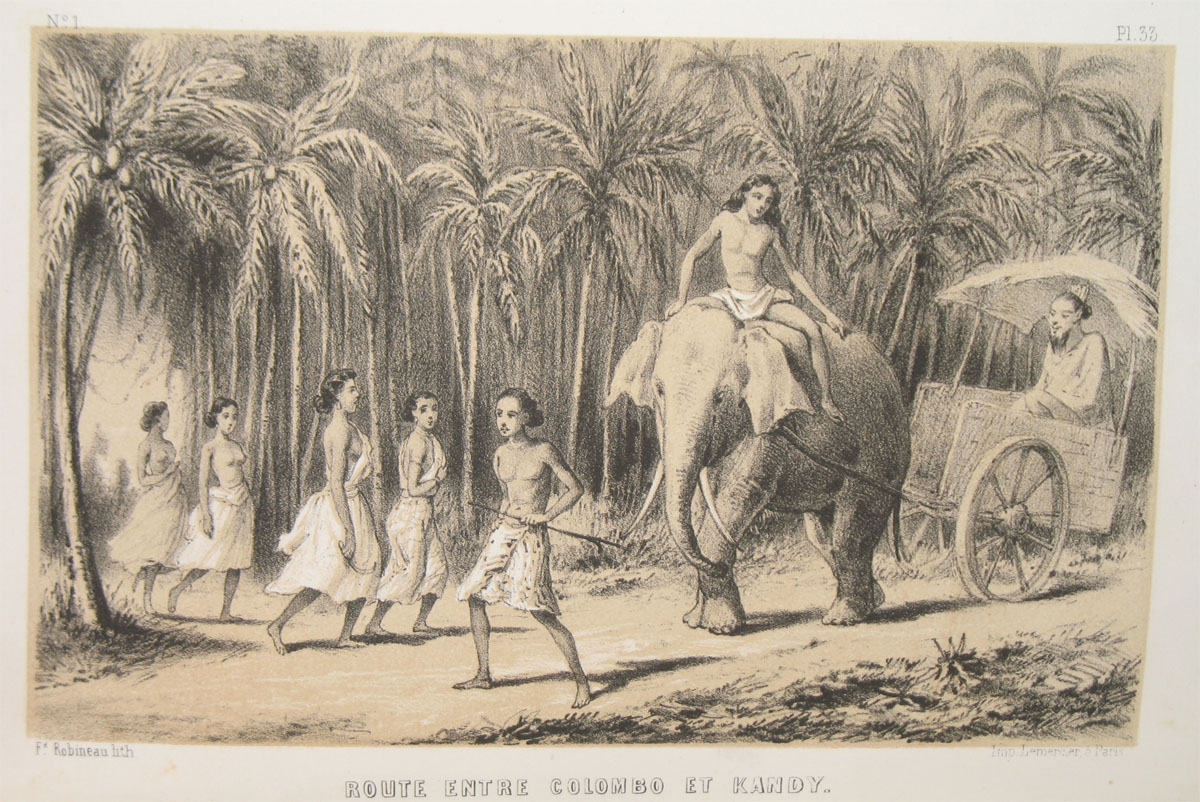
Route entre Colombo et Kandy.